# Казе Ди Бартоло (Трапани)
Казе Ди Бартоло је насеље у Италији у округу Трапани, региону Сицилија.
Према процени из 2011. у насељу је живело 5 становника. Насеље се налази на надморској висини од 117 м.